# Lanmeur
Lanmeur (tiếng Breton: Lanneur) là một xã của tỉnh Finistère, thuộc vùng Bretagne, miền tây bắc Pháp.

## Dân số
Người dân ở Lanmeur được gọi là Lanmeuriens.